# Augacephalus junodi
Augacephalus junodi là một loài nhện trong họ Theraphosidae.
Loài này thuộc chi Augacephalus. Augacephalus junodi được Eugène Simon miêu tả năm 1904.